# 李周勇
李 周勇（イ・ジュヨン、이주용, 1992年9月26日 - ）は、大韓民国出身のサッカー選手。Kリーグ2・仁川ユナイテッドFC所属。ポジションはディフェンダー、ミッドフィールダー。

## 来歴

### クラブ
2014年、全北現代モータースでプロサッカー選手となった。
2017年から2018年にかけて牙山ムグンファFCで兵役をこなした。
2022年、仁川ユナイテッドFCに期限付き移籍した。

## 所属クラブ
ユース経歴
- 2011年 - 2013年  東亜大学校

プロ経歴
- 2014年 - 2022年  全北現代モータース
  - 2017年 - 2018年  牙山ムグンファFC (兵役)
  - 2022年  仁川ユナイテッドFC（期限付き移籍）
- 2023年 - 2024年  済州ユナイテッドFC
- 2025年 -  仁川ユナイテッドFC

## タイトル

### クラブ
全北現代モータース
- Kリーグ1：2014, 2015, 2019, 2020, 2021
- 韓国FAカップ：2020
- AFCチャンピオンズリーグ：2016

牙山ムグンファFC
- Kリーグ2：2018

### 代表
韓国代表
- EAFF E-1サッカー選手権：2015